# 2017 OF201
2017 OF201 è un oggetto transnettuniano estremo e candidato pianeta nano, con un diametro stimato di circa 700 chilometri. Fu annunciato nel 2025 da Sihao Cheng, Jiaxuan Li ed Eritas Yang, che scoprirono l'oggetto nelle immagini d'archivio del telescopio dal 2011 al 2018. Con una magnitudine assoluta compresa tra 3 e 4, 2017 OF201 potrebbe essere l' oggetto più luminoso conosciuto nel Sistema Solare le cui dimensioni non siano state misurate direttamente. L'orbita di 2017 OF201 è estremamente grande e allungata, il che porta l'oggetto a transitare da un minimo di 45 a un massimo di 1610 UA dal sole.